# Mendaro
Mendaro település Spanyolországban, Gipuzkoa tartományban. Mendaro Markina-Xemein, Etxebarria, Elgoibar, Azkoitia, Deba és Mutriku községekkel határos. Lakosainak száma 2004 fő (2024).

## Népesség
A település népessége az utóbbi években az alábbiak szerint változott:
| Lakosok száma | 1417 | 1587 | 1689 | 1907 | 1929 | 1998 | 2031 | 1999 | 1983 | 2004 |
|               | 2001 | 2004 | 2006 | 2009 | 2011 | 2014 | 2016 | 2019 | 2021 | 2024 |